# Kidan Tesfahun
Kidan Tesfahun là một người mẫu và nữ hoàng sắc đẹp quốc gia Ethiopia.

## Tiểu sử
Kidan lên ngôi Hoa hậu Thiên niên kỷ nữ hoàng của Ethiopia tổ chức tại Ethiopia Life Foundation tại London năm 2007. Cô sau đó đại diện Ethiopia tại Miss Earth 2008 tại thành phố Quezon, Philippines, cũng như Hoa hậu Quốc tế 2007 tại Tokyo, Nhật Bản.
Kidan là một thư ký điều hành tại Addis Ababa và cô dự định tiếp tục học ở nước ngoài để có được kinh nghiệm quốc tế.
Vào ngày 24 tháng 7 năm 2009, cô được vinh danh là Người mẫu nữ xuất sắc nhất thế giới năm 2009 tại một cuộc thi người mẫu thời trang do Sukier Model International tổ chức tại Alicante, Tây Ban Nha.